# Harry Isaksson
Stig Olov Harry Isaksson, född 4 mars 1927 i Jukkasjärvi församling i Norrbottens län, död 3 juni 2007 i Gällivare församling i Norrbottens län, var en facklig företrädare, strejkledare och förhandlare under den vilda gruvstrejken i Malmfälten 1969 och LKAB:s anläggningar.
Isaksson satt med som förtroendevald i gruvarbetarnas strejkkommitté och har uttryckt sig mycket kritiskt mot arbetarrörelsens institutioner såsom parti och fackförbund. I en intervju från 1999 i Sveriges Radio, publicerad 9 december 2009 (efter Isakssons frånfälle), beskriver Isaksson sin kritisk mot Landsorganisationen (LO) och det Socialdemokratiska arbetarepartiet (SAP) som han menar svek arbetarna. Vidare beskrev Isaksson hur han menar att arbetarklassen runtom i Sverige kunde identifiera sig med strejken då många var utsatta för samma förtryck, att arbetarna bara sågs som produktionsfaktorer. Han menade att ackorden var en förbannelse som även ledde till arbetsplatsolyckor, att 95 procent av olyckorna berodde på ackordshets.
Gruvstrejkens resultat mötte aldrig fullt ut de krav arbetarna hade ställt. Men strejkens konkreta resultat blev att ackordssystemet Universal Maintenance Standard (UMS) avskaffades, månadslön infördes på prov, lönen höjdes med 14 procent, bussförbindelserna förbättrades och LKAB lämnade Svenska Arbetsgivareföreningen (SAF). Visserligen var det långt under vad man krävt, men det visade i alla fall att vilda strejker kunde löna sig. Efter strejken uttalade sig Harry Isaksson från Malmbergets Strejkkommitté:
| ”                                             | Det är egentligen det som är det viktiga med strejken, att civilkuraget ökar så enormt. Arbetarna får klart för sig vilken jävla betydelse klassen har, hur beroende bolaget är. Bolagsgubbarna är som gökungar – vi matar dom. Dom är inträngare och puffar vi dem ur boet klarar dom sig inte. Under en strejk kommer man underfund med att man har makt. | „ |
| – Harry Isaksson i Malmbergets Strejkkommitté | |   |